# Gapanalys
En gap-analys är ett affärsverktyg som gör det möjligt för ett företag att jämföra sin aktuella prestation med sin potentiella prestation. Målet med gapanalysen är att identifiera gapet mellan den nuvarande och den optimala fördelningen och integreringen av insatser. Detta ger insikt om inom vilka områden som det finns rum för förbättring. Analysen kan genomföras på strategisk eller operationell nivå i en organisation. Den är en formell studie på vad en organisation gör just nu och var den vill befinna sig i framtiden. 